# Chicxulub Pueblo (kommun)
Chicxulub Pueblo är en kommun i Mexiko.   Den ligger i delstaten Yucatán, i den östra delen av landet, 1 000 km öster om huvudstaden Mexico City. Antalet invånare är 4 113. Arean är 197 kvadratkilometer.
Terrängen i Chicxulub Pueblo är mycket platt.
Följande samhällen finns i Chicxulub Pueblo:
- Chicxulub